# عدد إيكرت
عدد إيكرت (بالإنجليزي: Eckert number ) عدد لابعدي يستخدم في ديناميكا الموائع، ويصف العلاقة بين تدفق الطاقة الحركية و المحتوى الحراري.
{\displaystyle {\mathit {Ec}}={\frac {V^{2}}{c_{p}\Delta T}}={\frac {\mbox{Kinetic Energy}}{\mbox{Enthalpy}}}}
حيث أن :
- {\displaystyle V} سرعة التدفق.
- {\displaystyle c_{p}} السعة الحرارية عند ضغط ثابت.
- {\displaystyle \Delta T} التغير في درجة الحرارة.